# اچ‌ام‌اس ایندفیتیگبل (۱۷۸۴)
اچ‌ام‌اس ایندفیتیگبل (۱۷۸۴) (به انگلیسی: HMS Indefatigable (1784)) یک کشتی بود که طول آن ۱۶۰ فوت ۱ ۱⁄۴ اینچ (۴۸٫۸ متر) بود. این کشتی در سال ۱۷۸۴ ساخته شد.